# 加山徹
加山 徹（かやま てつ、1975年8月8日 - ）は、日本の俳優である。東京都出身。宍戸錠事務所所属。2019年1月18日、芸名を山下 徹大（やました てつお）から加山徹に改めた。

## 来歴・人物
父は俳優の加山雄三、母は元女優の松本めぐみ、妹は女優・料理研究家の梓真悠子、女優の池端えみ。祖父は俳優の上原謙、祖母は女優の小桜葉子。
明治の元勲岩倉具視の6代目の子孫（来孫）にあたる。亀井久興（元衆院議員）・亜紀子（衆院議員）親子とは遠縁の親戚で、久興は高祖叔母・森寛子（岩倉具視の五女）の曾孫で三いとこおじ（父・加山雄三の三いとこ）、亜紀子は玄孫で四いとこにあたる。
2019年1月15日放送の『カンテレ開局60周年特別ドラマ BRIDGE はじまりは1995.1.17神戸』（フジテレビ系、関西テレビ制作）に出演、このドラマまで山下徹大名義で活動していたが、同月18日をもって芸名を加山 徹（かやま てつ）に改めた。同月31日放送の『THE突破ファイル』（日本テレビ系）内の再現ドラマに新芸名で出演した。

## 出演

### テレビドラマ
- 終らない夏（1995年、日本テレビ） - 浅香耕平 役
- 土曜ワイド劇場（テレビ朝日）
  - 「事件シリーズ4 - 14・16」（1996年 - 2015年） - 加瀬直人 役
  - 「明智小五郎VS金田一耕助」（2005年2月26日）
  - 「ミステリー作家六波羅一輝の推理2」（2012年4月21日、朝日放送） - 大槻賢 役
- 土曜プライム・土曜ワイド劇場（テレビ朝日）
  - 「事件シリーズ17」（2016年） - 加瀬直人 役
  - 「監察官・羽生宗一5」（2017年） - 添田聖也
- 踊る大捜査線（1997年、フジテレビ） - 専修 役
- ひとつ屋根の下2（1997年、フジテレビ） - 橋田篤 役
- おんなは全力疾走!（1997年、NHK） - 辻高志 役
- すずらん（1999年、NHK） - 常盤路夫 役
- 八丁堀の七人1 - 7（2000年 - 2006年、テレビ朝日） - 松井兵助 役
- 火曜サスペンス劇場（日本テレビ）
  - 「身辺警護11 - 12」（2002年 - 2003年） - 結城良介 役
  - 「事件記者・三上雄太2 - 3」（2005年）
- 時空警察（2002年、日本テレビ）
- 月曜ミステリー劇場 「早乙女千春の添乗報告書」 第13作「神戸・淡路湯けむりツアー殺人事件」（2003年1月6日、TBS） - 手塚 役
- ダイヤモンドガール（2003年、フジテレビ）
- 女と愛とミステリー「東伊豆〜金沢・犀賀焼殺人事件」（2003年、テレビ東京）
- ディビジョン1 ステージ2「RUNNRER'S HIGH」（2004年、フジテレビ）
- プライド（2004年、フジテレビ） - 山本玲志 役
- 忠臣蔵（2004年、テレビ朝日）
- 世にも奇妙な物語
  - 「空白の人」（2004年） - 沢渡ケンタ
  - 「48%の恋」（2007年） - 佐竹宏太
- 救命病棟24時 第3シリーズ 9話（2005年、フジテレビ） - 平野消防士 役
- 水曜プレミア「刹那に似てせつなく」（2005年、TBS）
- 救命病棟24時アナザーストーリー（2005年、フジテレビ）
- 雨と夢のあとに #4（2005年、テレビ朝日）
- 水曜ミステリー9「信濃のコロンボ事件ファイル8」（2005年、テレビ東京）
- ドラマW「祖国」（2005年、WOWOW）
- 芋たこなんきん（2006年、NHK） - 亀田 役
- クピドの悪戯 虹玉（2006年、テレビ東京） - 永沢浩之 役
- 百鬼夜行抄（2007年、日本テレビ）
- 真夜中のマーチ（2007年、WOWOW）
- 相棒 season7 第12話（2009年1月21日、テレビ朝日系） - 志茂川真 役
- ルビコンの決断 #3（2009年、テレビ東京）
- 花嫁のれん（2010年、東海テレビ） - 熊谷丈太郎 役
- 水戸黄門第42部 第19話「恋でつないだ権兵衛峠 -伊那-」（2011年2月28日、TBS系） - 鍬次郎 役
- 新・警視庁捜査一課9係 season3 第8話（2011年8月、テレビ朝日） - 中西友和 役
- 美人探偵M 第8話（2012年1月29日、TOKYO MX） - 大河内進 役
- ハンチョウ〜警視庁安積班〜 第6・7話（2012年5月14日・21日、TBS系） - ジョーノ・タナカ 役
- 月曜ゴールデン（TBS）
  - 「警視庁心理捜査官・明日香3」（2013年1月7日） - 立花勇樹 役
- BS時代劇「火怨・北の英雄 アテルイ伝」（2013年、NHK BSプレミアム） - 道嶋御楯 役
- BS時代劇 神谷玄次郎捕物控 第3話（2014年4月18日、NHK BSプレミアム） - 鉄之助 役
- TEAM -警視庁特別犯罪捜査本部- 第4話（2014年5月7日、テレビ朝日） - 香田孝也 役
- 子連れ信兵衛（2015年、NHK BSプレミアム） - 栄次
- 月曜名作劇場（TBS）
  - 「横山秀夫サスペンス 刑事の勲章」（2016年4月25日） - 猪熊直哉 役
- 特捜9（2018年6月13日、テレビ朝日） ‐ 安達芳雄 役
- 関西テレビ開局60周年特別ドラマ「BRIDGE はじまりは1995.1.17神戸」（2019年1月15日、関西テレビ）- 町田 役
- やすらぎの刻〜道（2019年、テレビ朝日）

### 映画
- ACRI（1996年） - 飯田佳介 役
- Heavenz / DJキッド（1998年） - 主演・テツ役
- ゴジラ×メガギラス G消滅作戦（1999年） - 奥村知治 役[2]
- 破線のマリス（1999年） - 赤松直起 役
- DRUG（2001年） - 笹村真 役
- RUN2U（2003年）
- 丹下左膳〜百万両の壺〜（2004年）
- 変身（2005年） - 若生健一 役
- 蟬しぐれ（2005年） - 矢田作之丞 役
- 手紙（2006年）
- 長州ファイブ（2006年） - 野村弥吉 役
- ICHI（2008年）
- 空人（2015年） - 橋本澄男 役
- サイボーグ一心太助（2025年） - ブルーゴースト 役[5]

### Vシネマ
- 麻雀飛龍伝説 天牌 Part1-4（2001年） - 主演・沖本瞬 役
- ハイウェイ・バトル R×R（2008年） - 西尾(R35乗り)
  - ハイウェイ・バトル R×R 2 マキシマム・スピード（2009年） - 西尾(R35乗り)
- むこうぶち 8 高レート裏麻雀列伝 邪眼（2010年12月17日、オールインエンタテインメント） - 柳野(プロボクサー) 役

### 舞台
- 舞台「The Great Gatsby 2023」（2023年11月18日・19日、近鉄アート館 / 11月23日 - 27日、三越劇場）[6]
- 椿組2024年新春公演「ガス灯は檸檬のにほひ」（2024年1月25日 - 2月4日、下北沢ザ・スズナリ）[7]
- 劇団PU-PU-JUICE 第31回公演「竜馬を殺す」（2025年1月15日 - 19日、シアターサンモール）[8]

### CM
- ヤマザキナビスコ（親子共演）

## 音楽

### シングル
| 発売日        | タイトル                              | 収録曲 | 備考                 |
| ------------- | ------------------------------------- | --- | -------------------- |
| 1995年9月18日 | ジャスミン                            | 1. ジャスミン - 作詞:米山智美／作曲:鈴木雄大／編曲:西本明 2. 悲しい鼠                                                                            | - オリコン最高位86位 |
| 1995年12月1日 | レインボー ～消えてしまった虹のうた～ | 1. レインボー ～消えてしまった虹のうた～ - 作詞:山下徹大／作曲:Tsukasa／編曲:Teddy & Melvin 2. レインボー -消えてしまった虹のうた- Remix Version |                      |
| 1996年4月25日 | LAZY CRAZY                            | 1. LAZY CRAZY - 作詞:森雪之丞／作曲:Tsukasa／編曲:Teddy & Melvin 2. さよなら                                                                     |                      |

### 作詞
- 「今ならきっと」（加山雄三）
- 「ソラノトビラ」（加山雄三）